# Fosgen
Fosgen, COCl2 – organiczny związek chemiczny z grupy chlorków kwasowych. Jest to bezbarwny gaz, silnie trujący i duszący, o zapachu świeżo skoszonej trawy lub zgniłych owoców.

## Otrzymywanie
Obecnie fosgen otrzymuje się w reakcji tlenku węgla z chlorem w obecności węgla aktywnego oraz światła jako katalizatorów, zgodnie z reakcją:
CO + Cl
2 → COCl
2

## Właściwości
W reakcji z alkoholami daje estry (chloromrówczany i węglany), zaś z amoniakiem – mocznik.
Pod wpływem wody ulega hydrolizie z wytworzeniem chlorowodoru i dwutlenku węgla, zgodnie z reakcją:
COCl
2 + H
2O → 2HCl + CO
2

## Zastosowanie

### Środek bojowy
Wykorzystywany jako bojowy środek trujący o działaniu duszącym; powoduje wypełnianie płuc płynem, co uniemożliwia przyswajanie tlenu. W porównaniu z chlorem wywołuje mniejsze krztuszenie, w związku z czym łatwiej przyjąć większą dawkę. Wykazuje opóźnione działanie, co często powodowało, że porażeni, ale nie zdradzający objawów zatrucia żołnierze umierali w ciągu 48 godzin od ataku.
Po raz pierwszy użyty przez Niemców 9 grudnia 1915 pod Ypres, w ataku falowym przeciw wojskom brytyjskim, w mieszance z chlorem. Z ponad 1000 porażonych żołnierzy zmarło 116. Opóźnione działanie fosgenu znacząco zwiększyło strach żołnierzy przed bronią chemiczną (a także straty wśród oddziałów chemicznych posługujących się tym gazem). Wojska Ententy użyły nowego gazu w czerwcu 1916 podczas bitwy nad Sommą. W trakcie wojny wzrastało znaczenie artylerii jako środka przenoszenia – pierwszy masowy atak artyleryjski z użyciem fosgenu miał miejsce pod Verdun w czerwcu 1916. Fosgen w pociskach artyleryjskich był używany często w mieszaninach np. z difosgenem i difenylochorozyną. Niemieckie pociski z fosgenem i innymi środkami duszącymi były oznaczane zielonym krzyżem. Od bitwy pod Arras w 1917 Brytyjczycy rozpoczęli wykorzystanie moździerzy Livensa do miotania pocisków z fosgenem.
W czasie I wojny światowej był jednym z najczęściej używanych gazów bojowych: Niemcy zużyły ponad 18 tys. ton, Francja – 5700 ton, Wielka Brytania i Stany Zjednoczone po 1400 ton. Ocenia się, że 80% ofiar śmiertelnych broni chemicznej w czasie I wojny padło ofiarą fosgenu.
Po I wojnie, Hiszpania użyła broni chemicznej, w tym fosgenu, w Maroku w 1921. Użycie fosgenu przez Włochów podczas inwazji na Abisynię nie jest potwierdzone (w odróżnieniu od iperytu); podobnie niepotwierdzone jest jego wykorzystanie przez Japończyków w Chinach w czasie II wojny chińsko-japońskiej. Brytyjczycy wysłali zapasy fosgenu i iperytu do Indii w 1919, by użyć ich przeciw afgańskim bojownikom na północno-zachodniej granicy, ale zastosowanie nie jest potwierdzone (dokumenty nie zachowały się lub zostały zniszczone). Przed II wojną światową wszystkie ważniejsze państwa – Wielka Brytania, Francja, Włochy, USA, Niemcy i ZSRR posiadały zakłady produkujące fosgen i gromadziły jego zapasy. Prawdopodobne, ale nie w pełni potwierdzone jest użycie fosgenu i innej broni chemicznej w czasie wojny w Jemenie (1962–1970).
W późniejszych latach fosgen został, w znacznym stopniu, zastąpiony innymi środkami, przede wszystkim ze względu na relatywnie niską toksyczność (wziewna dawka śmiertelna wynosi 3200 mg/min/m³ podczas gdy np. niektóre środki arsenorganiczne mają dawkę rzędu 200 mg/min/m³).

### Półprodukt w przemyśle chemicznym
Zastosowanie fosgenu upowszechniło się w ciągu XIX w. wraz z rozwojem przemysłu barwników syntetycznych.
Stosowany jest w syntezie związków organicznych, w przemyśle farmaceutycznym, przy produkcji barwników oraz tworzyw sztucznych, np. poliwęglanów, pianki poliuretanowej.

## Historia
Nazwa oznacza zrodzony ze światła (gr. φως – światło, γένεσης – „początek”), jako że po raz pierwszy w 1812 roku został zsyntetyzowany przez Johna Davy’ego (brata Humphrya Davy’ego) podczas ekspozycji mieszaniny tlenku węgla i chloru na światło słoneczne.

## Zagrożenia

### Powstawanie niepożądane
Pewne ilości fosgenu powstają w procesach spalania, w których obecne są związki chloru, np. przy spalaniu PCW, w pożarach lasu oraz spalaniu freonów wypełniających instalacje chłodnicze.
Fosgen może powstawać w wysokiej temperaturze i w obecności pary wodnej podczas gaszenia ognia gaśnicami tetrowymi. Czynnikiem gaśniczym jest w nich czterochlorek węgla CCl4, tzw. tetra, który w wyniku rozkładu termicznego uwalnia atomy chloru, reagujące ze związkami węgla z wytworzeniem fosgenu. Było to jednym z powodów wycofania z użycia gaśnic tetrowych.
Pod wpływem promieniowania ultrafioletowego w obecności tlenu, chloroform w wyniku reakcji wolnorodnikowej powoli przekształca się w fosgen. Aby spowolnić tę reakcję fotodegradacji, chloroform przechowuje się w butelkach z ciemnego szkła. Podobnie, zawierające związki chloru rozpuszczalniki używane np. do odtłuszczania metali mogą być źródłem fosgenu pod wpływem promieniowania UV emitowanego w czasie spawania elektrycznego.
Dawniej stosowana metoda wykrywania przecieków freonów (R-12, R-22 i innych) w instalacjach polegała na opalaniu pochodnią gazową (propan-butan) miejsc podejrzewanych o nieszczelność. Specjalnej konstrukcji element miedziany w takim palniku w zetknięciu z atomami chloru powodował zmianę barwy płomienia z żółtego na zielonkawo-niebieski. Zachowały się relacje anegdotyczne o zatruciach wskutek nieostrożności osób testujących takie instalacje. Metoda ta została w latach 80. XX wieku zastąpiona pomiarami elektronicznymi.

### Wypadki
20 maja 1928 roku z uszkodzonej cysterny w Hamburgu wydostało się 11 ton fosgenu, który rozprzestrzenił się na odległość ok. 10 km. W wyniku wypadku poszkodowanych zostało przynajmniej 300 osób, a 10 z nich zmarło.
27 kwietnia 1981 roku podczas pożaru kombinatu gastronomicznego „Kaskada” w Szczecinie zginęło 14 osób w wyniku zatrucia fosgenem powstałym z płonących tworzyw sztucznych.
9 kwietnia 1998 roku w Zakładach Chemicznych „Zachem” w Bydgoszczy na skutek zatrucia zmarli dwaj pracownicy przygotowujący zbiornik z fosgenem.